# Вачхіралонгкон
Маха Вачхіралонгкон (тай. มหาวชิราลงกรณ, нар. 28 липня 1952, Бангкок) — король Таїланду з династії Чакрі. Єдиний син короля Пхуміпона Адульядета, що помер 13 жовтня 2016 року. Коронований 4 травня 2019.

## Біографія
З 1972 року повний титул — Сомдет Пхрабарома Орасатхірат Чжаофа Маха Вачхіралонгкон Сиям Макудрачхикуман (тай. สมเด็จพระบรมโอรสาธิราช เจ้าฟ้ามหาวชิราลงกรณ สยามมกุฎราชกุมาร — Його королівська високість кронпринц Маха Вачхіралонгкон, спадкоємець престолу).
Початкову освіту здобув у Бангкоку. Потім був відправлений на навчання у Велику Британію та Австралію. У 1976 році закінчив королівський військовий коледж в Канберрі (Австралія), де отримав освіту військового льотчика.
Служив офіцером штабу в Управлінні військової розвідки, а в 1978 році був призначений командиром батальйону, потім полку особистої гвардії короля.
У 1970-х роках у складі льотного полку воював на півночі Таїланду проти комуністичних повстанців і брав участь у військових операціях проти в'єтнамських партизанів біля кордонів Камбоджі.
Є кваліфікованим військовим льотчиком і пілотом вертольота.

## Родина
У 1977 році принц одружився з принцесою Мом Луанг Соамсавалі Кітіякара (1957 р.н., племінниця королеви Сірікіт, двоюрідна сестра Ватчиралонгкорна). У них народилася дочка принцеса Баджракітіябха (1978).
Однак незабаром шлюб розпався (де-факто в 1980, де-юре офіційно розірваний в 1991 році) і принц деякий час жив у цивільному шлюбі з актрисою Ювадхідою Полпрасет (1962 р. н., що отримала після народження першого сина ім'я Мом Суджаріні Махідол), з якою у нього народилося четверо синів і одна дочка. Вона отримала «молодший» титул принцеси, так само як і її діти. З 1994 року їх шлюб став офіційним. Однак незабаром (у 1996 році) вибухнув скандал, пов'язаний з тим, що принц звинуватив її в перелюбстві з Анандом Ротсамханом, 60-річним маршалом авіації. Вона забрала дітей і полетіла у Велику Британію (пізніше США), після чого всі вони як емігранти втратили королівські титули.
Пізніше за особистим клопотанням королеви Сірикіт перед королевою Єлизаветою II у Великій Британії були проведені спеціальні слухання, в результаті яких донька Ювадхіди була залишена на виховання батькові, повернулася в Таїланд і була зведена в титул принцеси Сіріваннаварі Наріратана. Принцеса Сіріваннаварі в останні роки часто виконує представницькі функції від імені монаршої родини. Крім того, вона є досить відомим в Таїланді дизайнером одягу.

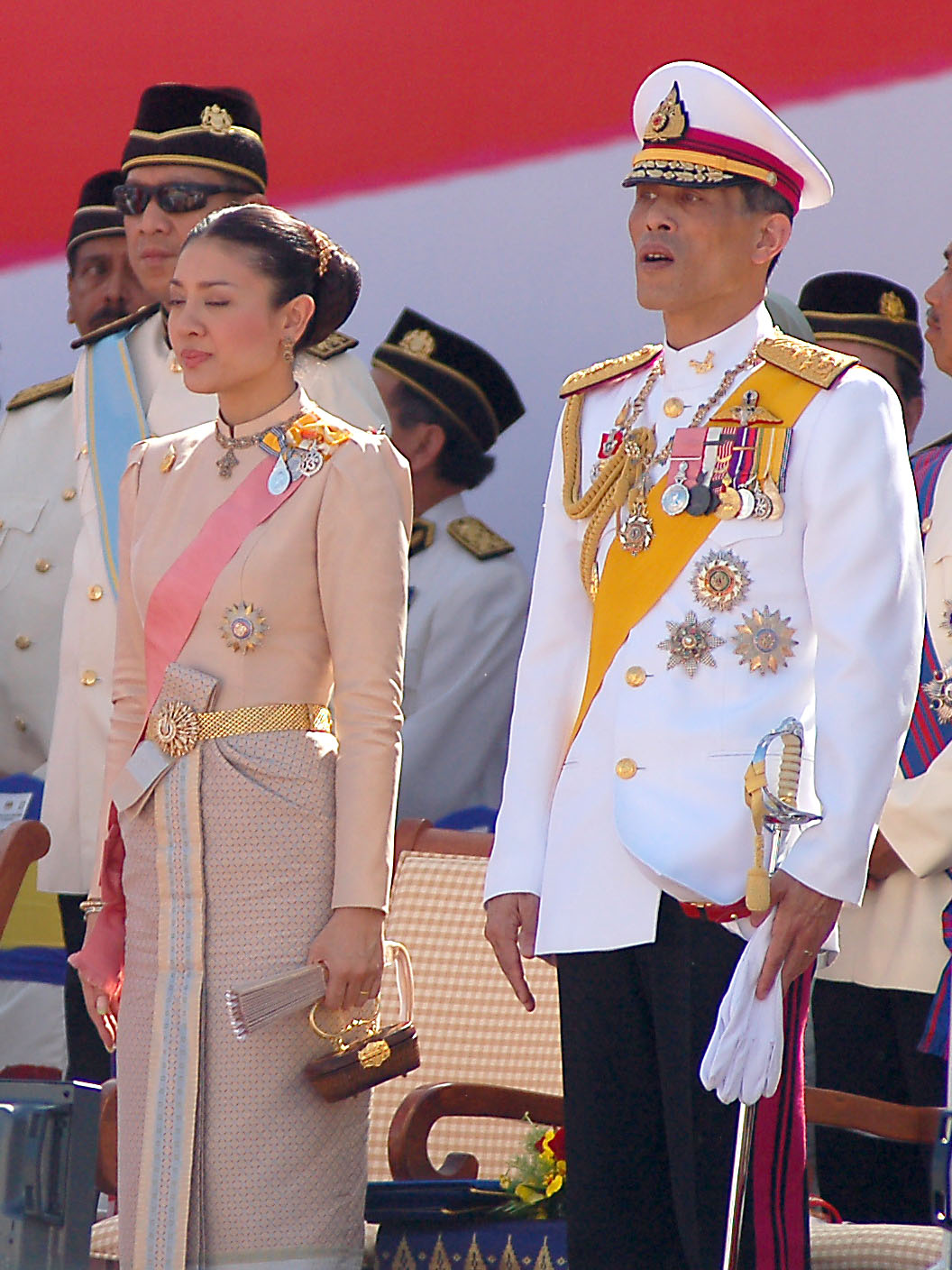
Принц Маха Вачхіралонгкон і принцеса Мом Срірасмі Махідол. 2007 рік

У лютому 2001 року принц Ватчиралонгкорн вступив в офіційний шлюб з Срірасмі Акхарапхонгпріча (1971 р.), простолюдинкою (причому шлюб приховувався до початку 2005 року), що отримала після народження у квітні 2005 року наслідного принца Діпангкорна Расмічоті титул принцеси Мом Срірасмі Махідол.
В грудні 2014 року принцеса Срірасмі добровільно відмовилася від королівського титулу. Принц Ватчиралонгкорн і Срірасмі офіційно розлучилися. Родичів принцеси Срірасмі Ахарафонгрічі позбавили почесних звань і титулів через те, що деякі з них виявилися втягнуті в корупційні скандали.
З усіх дітей кронпринца Ватчиралонгкорна сьогодні лише троє мають королівський титул. Це старша дочка від шлюбу з Соамсавалі принцеса Баджракітіябха, дочка від цивільного шлюбу з Ювадхідою принцеса Сіріваннаварі Наріратана і син від шлюбу з Мом Срірасмі принц Діпангкорн Расмічоті, який оголошений наступним після Ватчиралонгкорна спадкоємцем престолу.

## Скандали
Приватне життя Маха Вачхіралонгкона активно обговорюється світовою громадськістю, у той час як в Таїланді за законом «Про образу Його Величності» критика королівської сім'ї суворо заборонена.
Найбільше нарікань викликає особисте життя принца, пов'язане з великою кількістю скандальних розлучень. Він був одружений тричі, і розійшовся з усіма дружинами, а в останні роки багато жив за межами Таїланду. Третя дружина принца також опинилась в центрі скандалу, коли її батьки були заарештовані за образу королівської величності.
У 2002 році видання «The Economist» написало, що «Маха Вачхіралонгкон веде себе негідно королю. Весь Бангкок пліткує про подробиці його сенсаційного особистого життя. На даний момент не існує наступника гідного зайняти посаду Короля Пхуміпона Адульядета». А на думку журналістів з «Стража Азії» принц «є морально нестійким і практично нездатним для правлячої посади». Всі видання з критичними публікаціями щодо спадкоємця престолу були заборонені в Таїланді.
12 листопада 2009 року Wikileaks опублікував аматорське відео, де Вачиралонгкорн знаходиться в компанії оголених по пояс Принцеси Срісрамі на Святкуванні дня народження пуделя принца. Принц відомий як великий любитель пуделів. Його пес по кличці Фу-Фу був їм жартома призначений маршалом авіації Таїланду. На офіційних прийомах Фу-Фу з'являвся в парадному мундирі з еполетами і в черевиках і брав участь в урочистостях нарівні з високими особами. Коли пес помер, за ним було проведено чотири траурних ритуали. В липні 2016 року інтернет підірвали фото 63-річного принца, який вийшов з літака в аеропорту Мюнхена в коротенькому топіку, що оголив численні татуювання, у звисаючих джинсах низької посадки, сандалях на босу ногу і з білим пуделем в руках.
У зв'язку з цими обставинами багатьом жителям Таїланду хотілося, щоб на трон зійшла дочка короля принцеса Маха Чакрі Сириндхорн, яка активно займається благодійністю і підтримкою бідняків. Стаття 23 Конституції Таїланду дозволяє успадкувати трон принцесі.
Останнім часом за підтримки військової хунти, яка захопила владу в Таїланді, імідж Вачиралонгкорна в країні став змінюватися. На телебаченні з'явилися репортажі, які описують його як моложавого і спортивного чоловіка, а також як доброго батька. Але в той же час були побоювання, що коронація принца може призвести до послаблення підтримки монархії.

## Король Таїланду
Король Пхуміпон Адульядет призначив свого єдиного сина спадкоємцем спеціальним декретом від 28 грудня 1972 року. Він буде першим з 1935 року королем, що народився на території країни, оскільки Пхуміпон Адульядет народився в США, а Ананда Махідол (роки правління 1935—1946) — у Німеччині.
Після смерті Пхуміпона Адульядета 13 жовтня 2016 року, очікувалось, що Маха Вачхіралонгкон стане королем Таїланду. Кронпринц Маха Вачхіралонгкон попросив відстрочку в проголошенні його королем, щоб пережити горе. Національна законодавча асамблея Таїланду офіційно запросила наслідного принца вступити на королівський престол 29 грудня 2016.
У травні 2019 Вачиралонгкорн одружився з начальником власної охорони — Сутідою.
У тому ж травні він став Королем Таїланду під ім'ям Рама Х.